# ویکتور بارنا
ویکتور بارنا (انگلیسی: Viktor Barna؛ ۱۹۱۱ – ۱۹۷۲) یک بازیکن تنیس روی میز اهل مجارستان بود. 
وی در مسابقات کشوری و بین‌المللی در مجموع برنده ۲۲ مدال طلا، ۷ مدال نقره، ۱۲ مدال برنز شده‌است.